# Distaplia lucillae
Distaplia lucillae is een zakpijpensoort uit de familie van de Holozoidae. De wetenschappelijke naam van de soort is voor het eerst geldig gepubliceerd in 2006 door Mastrototaro & Brunetti.